# Rock N' Roll Noodle Shop: Live from Tokyo
Rock N' Roll Noodle Shop: Live from Tokyo è il primo album live della band pop punk American Hi-Fi, pubblicato nel 2002 dalla Universal Records.

## Tracce
1. Scar
2. A Bigger Mood
3. Safer on the Outside
4. Hi-Fi Killer
5. Surround
6. Surrender
7. Waking Up to the End of the World (Teenage Alien Nation)
8. Arigato
9. Flavor of the Weak
10. Wall of Sound
11. Happy

## Formazione
- Stacy Jones - voce, chitarra
- Jamie Arentzen - chitarra, controvoci
- Drew Parsons - basso, controvoci
- Brian Nolan - batteria